# Билећко поље
Билећко поље је крашка вртача, или издужене депресија са заравњеним дном и релативно плитким земљиштем наслаганим на плочасто слојевитом херцеговачком лапорастом кршу, са сталним или периодичним воденим токовима.

## Положај
Билећко поље је предеона целина у Источној Херцеговини, која је смештена на самом прелазу између Ниске Херцеговине (Хумина) и Високе Херцеговине (Рудина), на самом додиру медитеранске и континенталне климе. Окружено је брдовитим тереном и Дабарским, Фатничким и Планским пољем.
Саобраћајним комуникацијама Билећко поље добро повезано:
- Магистралним путем Сарајево-Фоча-Билећа-Требиње-Дубровник, са унутрашњњим делом Републике Српске и приморјем.
- Регионалним правцима преко Стоца са магистралним путем Сарајево-Мостар, а преко Никшића и Подгорице повезано је са Црном Гором.

## Геолошке карактеристике
Геолошка прошлост Билећког поља, која је настала на прелазу Мале и Високе Херцеговине, односно Хумине и Рудине, условила је и његове голошке карактеристике. Ово подручје које припада делу спољних Динарида, типичано је холокрашко, са свим карактеристикама површинских и подземни крашких облика рељефа. У таквом, холокрашком подручју формирао је Билећко поље као један од морфолошких облика — вртаче, на чије стварање су утицали вишевековни егзогени процеси, у којима је доминирала повећана вертикална ерозија и тектоника
Облици рељефа денудације настали су механичким и хемијским распадањем стена, површинским и линеарним испирањем и клизањем. Као резултат дејства процеса денудације настали су различити облици стена и дина, еродиране површине, ерозивне бразде, ровови, бунари и ровови.
Процес кршке ерозије у Билећком пољу такође је изазиван и посебним хидролошким везама у кречњачким теренима. Па тако на површини поља влада безводност, токови реке су ретки. Спирање терена је наглашено као и велики продор вода које тону у унутрашњост кречњака.

## Земљиште
Иако већи део крашких поља у Босни и Херцеговини има еколошки и економски значај због чињенице да чине плодну насељиву оазу у Херцеговачком кршу, Билежко поље по укупним површинама и основним педолошким особинама земљишта нема велики значаја за пољопривредну производњу у овом региону.

## Хидрографија
Хидрографске карактеристике Билећког поља су претежно неуједначене, и условлне су неповољним крашким тереном, који се одликује и специфичном хидрографијом. Површинске воде има врло мало, док је унутрашњост кречњачког терена веома богата подземним водама.
Како је површинско отицање сведено на минимум, речни токови су ретки.
Подземна вода су међусобно повезана каналима, а спирање је добро развијено. Понирање воде је изражено јер она пролази кроз многобројне систем пукотина у кречњаку.

## Клима
Клима у Билећком пољу је на преласку са медитеранске на умерено-континенталну.
Температура
Лета су топла, местимично и врло топла, са температуром у распону од 20 до 30 °C. Зиме су благе (0-5 °C). Средња годишња температура се креће од 11 °C до 14 °C. Најнижа температура је у јануару са средњом температуром 4,5 °C, а најтоплији у јул са средњом темперауром 22,5 °C. Јесен је топлија од пролећа што је последица маритимног утицаја.
За овај простор карактеристична је појава мраза, првенствено у зимском периоду, ређе у рану јесен и рано пролеће.
| Клима Билећког поља         | Клима Билећког поља | Клима Билећког поља | Клима Билећког поља | Клима Билећког поља | Клима Билећког поља | Клима Билећког поља | Клима Билећког поља | Клима Билећког поља | Клима Билећког поља | Клима Билећког поља | Клима Билећког поља | Клима Билећког поља | Клима Билећког поља |
| Показатељ \ Месец           | .Јан.               | .Феб.               | .Мар.               | .Апр.               | .Мај.               | .Јун.               | .Јул.               | .Авг.               | .Сеп.               | .Окт.               | .Нов.               | .Дец.               | .Год.               |
| --------------------------- | ------------------- | ------------------- | ------------------- | ------------------- | ------------------- | ------------------- | ------------------- | ------------------- | ------------------- | ------------------- | ------------------- | ------------------- | ------------------- |
| Апсолутни максимум, °C (°F) | 18,5 (65,3)         | 19,0 (66,2)         | 23,0 (73,4)         | 29,5 (85,1)         | 33,0 (91,4)         | 37,5 (99,5)         | 41,5 (106,7)        | 41,0 (105,8)        | 37,5 (99,5)         | 31,0 (87,8)         | 23,0 (73,4)         | 18,0 (64,4)         | 41,5 (106,7)        |
| Просек, °C (°F)             | 4,5 (40,1)          | 5,5 (41,9)          | 9,0 (48,2)          | 13,5 (56,3)         | 19,0 (66,2)         | 21,5 (70,7)         | 22,5 (72,5)         | 22,5 (72,5)         | 20,5 (68,9)         | 16,5 (61,7)         | 10,0 (50)           | 5,5 (41,9)          | 13,4 (56,1)         |
| Апсолутни минимум, °C (°F)  | −16,5 (2,3)         | −16,0 (3,2)         | −9,0 (15,8)         | −1,0 (30,2)         | 5,5 (41,9)          | 9,0 (48,2)          | 11,5 (52,7)         | 11,5 (52,7)         | 5,0 (41)            | −1,5 (29,3)         | −8,5 (16,7)         | −15 (5)             | −16,5 (2,3)         |
| [ тражи се извор ]          |                     |                     |                     |                     |                     |                     |                     |                     |                     |                     |                     |                     |                     |

Падавине
Годишња количина падавина је неравномерна и просечно се креће око 1.700 мм годиаашнње. Месеци са највише падавина су новембар, и у зимским месецима од децембара до фебруар. Падавина има највише изван вегетационог периода. Појава снега је ретка, тако да он има мало учешће у укупним падавинама.
Облачност и влажност ваздуха
Билећко поље као и цела област Билећа налази се међу најведријим местима у Босни и Херцеговини. Највећа облачност је у децембру и новембру а најмања у августу. Мала облачност утиче на веома дуго трајање сунчаног сјаја, што износи преко 2.200 сати у току године.
Релативна влажност ваздуха се након изградње Акумулације Боила повећала: Билећа 12%, Ластва 5%, Берковићи 7%, а број дана са маглом се у Ластви повећао за 4,6 дана док се у Билећи смањио за 6,2 дана.
Ветрови
Најчешћи вјетрови су југо и северац. Северац доноси хладну ваздушну масу са планине, а југо топлије и кишно време.

## Биљни и животињски свет
Флора и фауна су веома разнолике и на њих највише утичу рељеф и клима. У Билечком пољу трава која даје сено је веома важна храна за животиње, а од остале вегетације доминира листопадно дрвеће, граб (бели и црни), јасен, буква и храст.
Зависно од количине падавина, зависи и бујност вегетације. Много биља које расте на овом подручју користи се у медицини као лековито биље.
Животињски свет донекле је условљен биљним светом, јер се поједине животиње (биљоједи) налазе у биљним стаништима. Већина животиња су зечеви, затим разни глодавци и инсекти.